# Арзу Алієва (діячка)
Арзу Ільхам кизи Курбанова (до шлюбу Алієва) (азерб. Arzu İlham qızı Qurbanova (Əliyeva) 23 січня 1989, Баку (Азербайджанська РСР, СРСР) — азербайджанська кінопродюсерка, режисерка, громадська діячка.

## Життєпис
Молодша донька в родині президента Азербайджану Ільхама Алієва та першої віцепрезидентки Азербайджану Мехрібан Алієвої, онука президента Гейдара Алієва.
Арзу Алієва здобула освіту у Швейцарії та Великій Британії разом зі своєю старшою сестрою Лейлою (журналістка).
3 вересня 2011 року в Баку відбулося її весілля з Самедом Курбановим (нар. 1988), єдиним сином російського підприємця Айдина Курбанова, одного із засновників Всеросійського Азербайджанського Конгресу, який помер у 2003 році. Самед Курбанов народився і виріс у Москві, закінчив МДІМВ, в даний час займається сімейним бізнесом.
У родині Курбанових ростуть двоє дітей: Айдин (нар. 2012) та Азіза (нар. 2016).

## Професійна діяльність
Арзу Алієва займається продюсуванням азербайджанського кіно (документальні фільми «Мета — Баку. Як Гітлер програв війну за нафту» (2015), «Son Iclas» (1918)). Як режисерка зняла документальний фільм «Abadi ezamiyyat» («Останній притулок на чужині», 2016) про засновника Мусаватистської республіки, голову парламенту Азербайджанської Демократичної Республіки (1918–1920) Алімардан-бека Топчибашева

## Статки
Лейла та Арзу мають нерухомість у Дубаї, зареєстровану на їхнє ім'я. Сукупна вартість нерухомості, що належить сім'ї Алієвих, оцінюється в 75 мільйонів доларів.
Згідно з результатами розслідування, проведеного журналістами азербайджанської редакції Радіо Свобода (РС/РСЕ), її сестра Лейла та Арзу, мабуть, контролюють азербайджанську компанію стільникового зв'язку «Azerfon».
Арзу є співвласницею Silk Way Bank — «кишенькового» банку холдингової компанії SW Holding, у власність якої в ході приватизації перейшли численні сервісні служби державної авіакомпанії AZAL.
На думку британського суду Лейла та Арзу Алієви підозрюються у відмиванні грошей у великих масштабах. Підозри слідчих викликали спроби придбати елітну нерухомість у Лондоні вартістю 60 мільйонів фунтів. За даними газети The Guardian, мова йде про дві квартири в лондонському районі Найтсбрідж, які знаходяться в безпосередній близькості від Букінгемського палацу. Для їхнього придбання планувалося використовувати офшорну компанію.
Арзу Алієва займається благодійністю. Працює у Фонді імені свого діда — Гейдара Алієва, яким керує її мати Мехрібан Алієва.